# Anschlussstelle Gerchsheim
Die Anschlussstelle Gerchsheim (auch Anschlussstelle 2) verbindet die A 81 mit der St 578. Unmittelbar nach der Anschlussstelle besteht in Richtung Kist auf der rechten Straßenseite ein Pendlerparkplatz.

## Geographie
Die Anschlussstelle ist zwar nach dem nahe gelegenen Großrinderfelder Ortsteil Gerchsheim benannt, jedoch liegt die Anschlussstelle Gerchsheim auf dem gemeindefreien Gebiet „Irtenberger Wald“ im Landkreis Würzburg in Bayern. Die A 81 beginnt zuvor, ebenfalls auf dem gemeindefreien Gebiet „Irtenberger Wald“, beim Dreieck Würzburg-West. Direkt nach der Anschlussstelle Gerchsheim wechselt die Autobahn in den Main-Tauber-Kreis in das Bundesland Baden-Württemberg.